# M62高速公路 (英國)
M62高速公路是英格兰北部一条经由曼彻斯特和利兹连接利物浦和赫尔的西东跨奔宁山脉高速公路。这条公路长107英里（172公里），其中7英里（约11公里）是与曼彻斯特环线M60高速公路共享的。这条路是歐洲公路E20（香农到聖彼得堡）和E22（霍利希德至伊希姆）的一部分。